# Michael Strahan
Michael Anthony Strahan (Houston, 21 novembre 1971) è un ex giocatore di football americano statunitense che ha giocato per l'intera carriera nei New York Giants della National Football League nel ruolo di defensive end. Strahan detiene il record NFL per numero di sack messi a segno in una singola stagione con 22,5 nel 2002. Nel 2014 è stato inserito nella Pro Football Hall of Fame.
Dopo il ritiro Strahan ha lavorato come analista per Fox Network nella trasmissione Fox NFL Sunday.

## Carriera professionistica

### New York Giants
Strahan fu scelto nel draft del 1993, stagione in cui disputò solo nove gare, a causa degli infortuni che gli impedirono anche di giocare i playoff. Dopo alcune stagioni poco produttive, Strahan esplose nel 1997 quando fece registrare 14 sack. A fine stagione, Michael fu convocato per il suo primo Pro Bowl ed inserito nel First Team All-Pro dall'Associated Press.
Strahan mantenne le stesse cifre nell'annata successiva, andando nuovamente in doppia cifra coi sack (15), venendo convocato per il secondo Pro Bowl ed inserito nell'All-Pro team.
Nel 2000 Michael e i Giants raggiunsero il Super Bowl XXXV. Malgrado venissero da una grande vittoria nella finale della NFC, dove avevano sconfitto i Minnesota Vikings 41–0, i Baltimore Ravens si dimostrarono troppo forti per i Giants, battendoli nettamente 34–7.
Nella stagione 2001, Strahan stabilì il record NFL per il maggior numero di sack in una stagione con 22,5, la cifra più alta da quando la lega iniziò a tenere conto ufficialmente della statistica, superando il precedente primato di 22 di Mark Gastineau dei New York Jets.
Nel 2002, Michael Strahan e i Giants negoziarono un nuovo contratto. Il giocatore accusò la squadra di aver fatto fallire le trattative dove che egli aveva rifiutato la prima proposta contrattuale, incolpando la dirigenza di non voler essere competitiva nel 2002. Quattro giorni dopo, il running back Tiki Barber lo accusò di essere egoista e avaro. I due ebbero un'infouocata conversazione telefonica quella notte e Strahan disse che non avrebbe più parlato. Venne alla luce anche il fatto che i Giants nel corso della primavera avessero tentato di scambiare Strahan, dopo di che egli ipotizzò che la squadra avesse orchestrato quella faccenda contrattuale per metterlo in cattiva luce. I Giants negarono questa ipotesi.
Pochi defensive end nella NFL erano stati più dominanti di Strahan tra il 1997 e il 2005 e che nel 2001 era stato premiato come difensore dell'anno. Per gran parte della stagione 2004, Strahan soffrì di un infortunio al muscolo pettorale, che lo limitò a soli 4 sack. Si riprese nel 2005, tornando al Pro Bowl, insieme al suo protégé, Osi Umenyiora, totalizzando in due 26 sack.

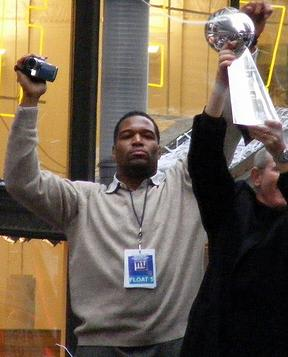
Strahan con il Lombardy Trophy.

Dopo la stagione 2006, Strahan sembrò sul punto di ritirarsi dopo aver saltato l'intero training camp dei Giants e l'intera pre-stagione, ma il veterano di 14 stagioni optò per disputare un'ultima annata con la squadra. Il 23 ottobre 2006, con un sack su Drew Bledsoe in una gara del Monday Night Football contro i Dallas Cowboys, Strahan pareggiò il record di franchigia di Lawrence Taylor con 132½ sack. Fu l'ultimo sack del giocatore in quella stagione, dal momento che due settimane dopo contro gli Houston Texans subì una frattura e saltò il resto dell'annata e dei playoff.
La sua quindicesima stagione si rivelò essere la migliore per i Giants dal 1990. Il 30 settembre 2007, con un sack su Donovan McNabb dei Philadelphia Eagles portò il suo numero di sack in carriera a 133,5, prendendosi il primato solitario di franchigia. A Taylor però vengono decurtati 9,5 sack messi a segno nella stagione 1981, poiché la NFL iniziò a tenere traccia della statistica solo dalla stagione successiva. Domenica 3 febbraio 2008, all'University of Phoenix Stadium a Glendale, Arizona, Strahan mise a segno 2 tackle e un 1 sack su Tom Brady nel Super Bowl XLII, in quella che è considerata una delle più grandi sorprese della storia della NFL. Trascinati da un'arcigna difesa, i Giants vinsero quella gara 17-14, superando gli imbattuti New England Patriots, consegnando a Strahan il suo primo anello di campione della lega da titolare.
Il 9 giugno 2008, Michael si ritirò dalla NFL, terminando con 141,5 sack, 794 tackle, 4 intercetti, 21 fumble forzati 2 touchdown in 200 partite disputate.

## Palmarès

### Franchigia
- Super Bowl : 1

New York Giants: XLII
- National Football Conference Championship: 2

New York Giants: 2000, 2007

### Individuale
- Convocazioni al Pro Bowl: 7

1997, 1998, 1999, 2001, 2002, 2003, 2005
- First-Team All-Pro: 4

1997, 1998, 2001, 2003
- Second-Team All-Pro: 2

2002, 2005
- Miglior difensore dell'anno della NFL: 1

2001
- Leader della NFL in fumble forzati: 1

2001
- Pass Rusher dell'anno (2003)
- Record NFL: 22,5 sack in una stagione[11]
- Club dei 100 sack
- Record dei New York Giants per sack in carriera (141,5)
- Formazione ideale della NFL degli anni 2000
- New York Giants Ring of Honor
- Classificato al #99 tra i migliori cento giocatori di tutti i tempi da NFL.com
- Pro Football Hall of Fame (classe del 2014)

## Statistiche
| Tackle totali | 854   |
| Sack          | 141,5 |
| Intercetti    | 4     |

## Filmografia
- Magic Mike XXL, regia di Gregory Jacobs (2015)
- Lip Sync Battle - Show TV, episodio 1x06 (2015)